# Sorbiers (Loire)
Sorbiers é uma comuna francesa na região administrativa de Auvérnia-Ródano-Alpes, no departamento de Loire. Estende-se por uma área de 12,19 km². Em 2010 a comuna tinha 8 023 habitantes (densidade: 658,2 hab./km²).